# Ramsés X
Jepermaatra-Setepenra Ramsés-Amonherjepeshef, o Ramsés X, fue el noveno faraón de la dinastía XX de Egipto; gobernó de c.
1108 a 1099 a. C.
Su nombre de trono es Jepermaatra-Setepenra (‘manifestación de la Justicia de Ra, elegido de Ra’).

## Reinado de Ramsés X
Ramsés X es un rey escasamente documentado. Todo lo que se conoce realmente acerca de su reinado es que la inseguridad y la oleada de los robos de tumbas, que habían llegado a ser habituales bajo soberanos anteriores, continuó prosperando bajo su reinado.
Su reinado debió durar tres o cuatro años, según la opinión de la mayor parte de egiptólogos, y no de nueve años como antiguamente pensaban algunos eruditos.

## La huelga de los trabajadores de Deir el-Medina

Diario del año 3 del reinado de Ramsés X, de Deir el-Medina, entre 1110 y 1107 a. C. Museo Egizio, Turín.

Su primero y segundo año son descritos por el Papiro de Turín 1932-1939, mientras que su tercer año se documenta en un registro de los trabajadores de Deir el-Medina. El texto trata de una huelga general de los trabajadores de la necrópolis, debido a la amenaza que suponían los ladrones libios en el Valle de los Reyes. Durante su reinado los trabajadores fueron a la huelga por los salarios no pagados.
Se registra que los trabajadores de Deir el-Medina estaban ausentes del trabajo en el año 3º, mes III Peret (invierno), los días 6, 9, 11, 12, 18, 21 y 24, por temor a los pobladores del desierto (los libios o Meshuesh) que vagaban impunemente por el Alto Egipto y Tebas. Esto refleja la masiva entrada de libios en la región occidental del Delta en el Bajo Egipto durante esta época.
Ramsés X es también el último rey del Imperio Nuevo cuyo gobierno sobre Nubia es certificado por una inscripción en Aniba.

## Las tumba de Ramsés X y la reina Tyti
Su tumba, KV18, en el Valle de los Reyes está inacabada y es dudoso que fuese enterrado allí pues no quedan fragmentos de objetos funerarios ni se descubrió nada de su época.
La reina Tyti, fue enterrada en una tumba (QV52) excavada en el Valle de las Reinas.
El sucesor fue Ramsés XI.

## Testimonios de su época
- No se conocen restos de edificaciones de su época salvo su tumba inacabada, KV18.
- Se conservó una estela y una inscripción, usurpadas, en una esfinge de Karnak.

## Titulatura
| Titulatura | Jeroglífico | Transliteración (transcripción) - traducción - (referencias) |

| G5 |

| G5 |

| E2 · D40 | C2 | HASH |

| E2 · D40 | C2 | HASH |

| E2 · D40 | C2 | HASH |

| E2 · D40 | C2 | HASH |

| G5 |

| G5 |

| E2 · D40 | C2 | HASH |

| E2 · D40 | C2 | HASH |

| E2 · D40 | C2 | HASH |

| E2 · D40 | C2 | HASH |

| N5 | L1 | C10 | N5 | U21 · n |

| N5 | L1 | C10 | N5 | U21 · n |

| N5 | L1 | C10 | N5 | U21 · n |

| N5 | L1 | C10 | N5 | U21 · n |

| N5 | L1 | C10 | N5 | U21 · n |

| N5 | L1 | C10 | N5 | U21 · n |

| N5 | L1 | C10 | N5 | U21 · n |

| N5 | L1 | C10 | N5 | U21 · n |

| N5 | L1 | C10 | N5 | U21 · n |

| N5 | L1 | C10 | N5 | U21 · n |

| N5 | L1 | C10 | N5 | U21 · n |

| N5 | L1 | C10 | N5 | U21 · n |

| N5 | L1 | C10 | N5 | U21 · n |

| N5 | L1 | C10 | N5 | U21 · n |

| N5 | L1 | C10 | N5 | U21 · n |

| N5 | L1 | C10 | N5 | U21 · n |

| C2 | C12 | M23 | F31 | s | F23 · f |

| C2 | C12 | M23 | F31 | s | F23 · f |

| C2 | C12 | M23 | F31 | s | F23 · f |

| C2 | C12 | M23 | F31 | s | F23 · f |

| C2 | C12 | M23 | F31 | s | F23 · f |

| C2 | C12 | M23 | F31 | s | F23 · f |

| C2 | C12 | M23 | F31 | s | F23 · f |

| C2 | C12 | M23 | F31 | s | F23 · f |

| C2 | C12 | M23 | F31 | s | F23 · f |

| C2 | C12 | M23 | F31 | s | F23 · f |

| C2 | C12 | M23 | F31 | s | F23 · f |

| C2 | C12 | M23 | F31 | s | F23 · f |

| C2 | C12 | M23 | F31 | s | F23 · f |

| C2 | C12 | M23 | F31 | s | F23 · f |

| C2 | C12 | M23 | F31 | s | F23 · f |

| C2 | C12 | M23 | F31 | s | F23 · f |